# Frankfurter Biographie
Le Frankfurter Biographie. Personengeschichtliches Lexikon (FB, pouvant se traduire en français par lexique biographique de Francfort) est un ouvrage de référence biographique dédié aux personnes associées à la ville de Francfort-sur-le-Main. Cette biographie (de) est publié par l'archiviste Wolfgang Klötzer au nom de la Commission historique de Francfort . Il a été publié en deux volumes en 1994 et 1996 par les éditions Verlag Waldemar Kramer (de).
Les articles ont été principalement édités par Wolfgang Klötzer, Reinhard Frost et Sabine Hock (de). Le deuxième volume contient une « liste d'auteurs » ainsi qu'une liste de sources et des ouvrages de référence les plus importants. Les volumes contiennent un total de 2 275 biographies sur 2 506 personnes déjà décédées et dont la vie était liée à Francfort. Environ 70 % des personnes représentées sont nées après 1800 (voir tome 2, p. 595).
Depuis 2014, le projet se poursuit sous la forme d'un dictionnaire en ligne pour le compte de la Frankfurter Bürgerstiftung (de) sous le nom de Frankfurter Personenlexikon (FP). La rédactrice en chef est Sabine Hock (de). Une livraison d'articles du Frankfurter Personenlexikons est publiée en ligne chaque mois

## Œuvre
- Wolfgang Klötzer (Hrsg.): Frankfurter Biographie. Personengeschichtliches Lexikon. Erster Band. A–L (= Veröffentlichungen der Frankfurter Historischen Kommission. Band XIX, Nr. 1). Waldemar Kramer, Frankfurt am Main 1994,  (ISBN 3-7829-0444-3).
- Wolfgang Klötzer (Hrsg.): Frankfurter Biographie. Personengeschichtliches Lexikon. Zweiter Band. M–Z (= Veröffentlichungen der Frankfurter Historischen Kommission. Band XIX, Nr. 2). Waldemar Kramer, Frankfurt am Main 1996,  (ISBN 3-7829-0459-1).